# Rondibilis jeanvoinei
Rondibilis jeanvoinei là một loài bọ cánh cứng trong họ Cerambycidae.